# Joachim Eigler
Joachim Eigler (* 1966 in Nittenau) ist ein deutscher Wirtschaftswissenschaftler und Professor an der Universität Siegen. Dort ist er Leiter des Lehrstuhls für Betriebswirtschaftslehre, insbesondere Medienmanagement.

## Leben
Eigler studierte Betriebswirtschaftslehre an der Universität Regensburg. Nach der Promotion 1995 war er wissenschaftlicher Assistent und Habilitand am Lehrstuhl für Betriebswirtschaftslehre, Personalwirtschaft und Organisation bei Hans Jürgen Drumm. Seine im Jahr 2002 veröffentlichte Habilitationsschrift trägt den Titel Dezentrale Organisation und interne Unternehmungsrechnung. Seit 2001 ist er Inhaber des Lehrstuhls für Betriebswirtschaftslehre, insb. Medienmanagement an der Universität Siegen an der Fakultät III - Wirtschaftswissenschaften, Wirtschaftsinformatik und Wirtschaftsrecht. Seine Forschungsschwerpunkte sind:
- Einsatz der Transaktionskostentheorie zur theoretischen Fundierung des Electronic Business / Commerce
- Unternehmerisches Medienmanagement
- Organisation von Medienunternehmungen
- Personalwirtschaftliche Problemstellungen in Medienunternehmungen
- Betriebswirtschaftliche Problemstellungen des Gründungsmanagements im Bereich der Medienwirtschaft[2]

Auf der 71. Mitgliederversammlung des Wirtschafts- und Sozialwissenschaftlichen Fakultätentags im Jahr 2022 wurde Joachim Eigler als Vorsitzender des Vorstands wiedergewählt.

## Schriften (Auswahl)
- Transaktionskosten als Steuerungsinstrument für die Personalwirtschaft. Berlin 1996, ISBN 3-631-49877-2.
- Dezentrale Organisation und interne Unternehmungsrechnung. Wiesbaden 2002, ISBN 3-8244-9078-1.
- Aufbauorganisation - Modelle für Medienunternehmen. In: Scholz, Christian (Hrsg.), Handbuch Medienmanagement. Berlin, Heidelberg, 2006, S. 519–538.